# Romanija

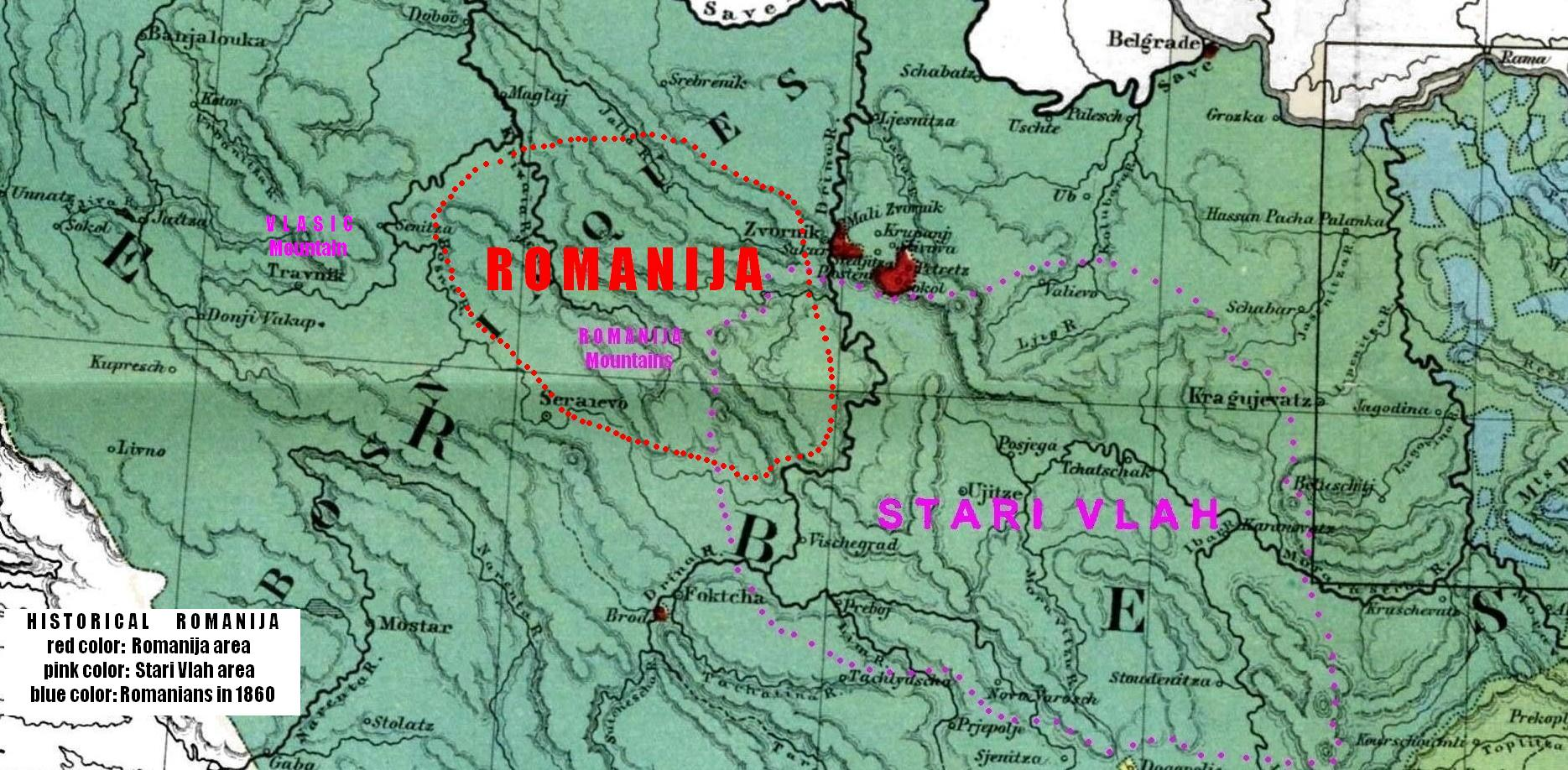
Mapa de la Romanija histórica en Bosnia.

Romanija es una región geográfico-histórica de Bosnia.

## Historia
La Romanija toma nombre de los valacos de Bosnia-Herzegovina, poblaciones neolatinas que la poblaron desde el Medievo. 
Estos valacos, descendientes de los ilirios romanizados, se refugiaron en los montes y altos valles de los Alpes Dináricos para sobrevivir a las invasiones bárbaras de los siglos VI y VII. No es por nada que un monte de la zona se llama “ Durmitor”, porque ahí iban a “descansar/dormir” los romanos que huían de los bárbaros que saqueaban las ciudades se la llanura.
Al norte de Sarajevo poblaron una región montañosa (llamada ahora Montes Romanija), dedicados al pastoreo con producción lechera, que todavía subsiste.
Con el pasar de los siglos estos pastores valacos (llamados Vlasi por los eslavos, aunque se llamaban entre ellos Romanj) fueron perdiendo su lengua neolatina y terminaron desapareciendo durante los siglos de la ocupación turca de Bosnia.
El nombre "Romanija" es uno de los pocos que quedan en Bosnia como recuerdo de los pueblos neolatinos que la poblaron mayoritariamente desde los tiempos del Imperio romano hasta el año 1000.

## Actualidad

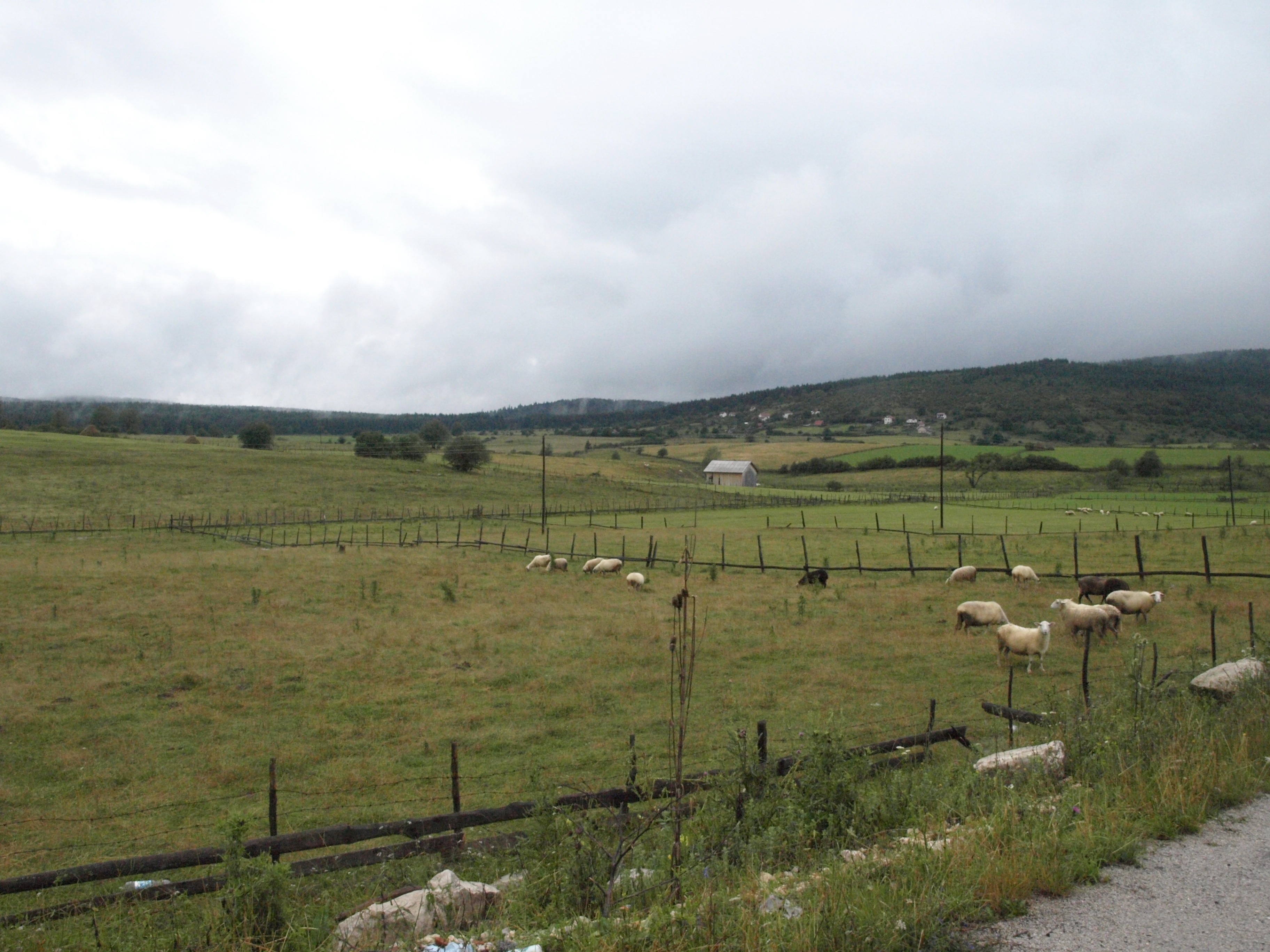
Panorama de la Romanija bosníaca.

Actualmente la región es famosa por sus productos alimentares, su pastoricia y su turismo. Tiene también mucha fama su agradable música de origen valaca.
Administrativamente la Romanija, que en época turca estaba extendida hasta Vlasenica y el río Drina, ahora hace parte de la Región de Sarajevo-Romanija en la República Srpska. 